# Zona Minera (Vizcaya)
La Zona Minera (en euskera, Meatzaldea) es una subcomarca no oficial de la Margen Izquierda (Vizcaya), España. Comprende los municipios de Valle de Trápaga, Abanto Ciérvana, Ciérvana, Ortuella y Musques. Su población es de 39 337 habitantes (INE 2014). Oficialmente está integrada en la comarca de la Margen Izquierda junto a otros 12 municipios (Alonsótegui, Baracaldo, Sestao, Portugalete, Santurce y Ciérvana -Margen Izquierda- y Echévarri, Basauri, Galdacano, Zaratamo y Arrigorriaga -Alto Nervión-) aunque, por su corta extensión, generalmente introducida como subcomarca del Gran Bilbao aunque realmente Gran Bilbao no exista como comarca.
Popularmente también se suelen introducir en esta subcomarca los municipios de Baracaldo, Alonsótegui, Güeñes, Galdames y Sopuerta (estos tres últimos en la comarca de Las Encartaciones) ya que en ellos también se produjo actividad minera, aunque a menor nivel que en los primeros.

## Origen
Tiene su origen en la república de la comarca encartada del Valle de Somorrostro aunque tras la industrialización se dividió en dos: por una parte donde se extraía mineral (Zona Minera) en la zona interior de la comarca y por otra donde se efectuaba la actividad marinera (Margen Izquierda) añadiéndose a esta última el municipio de Baracaldo ya que geográficamente también está en dicha margen de la ría de Bilbao y con unas actividades económicas similares aunque con un origen independiente al del Valle de Somorrostro.

## Municipios
Datos demográficos de 2014.
- Valle de Trápaga: 12.129 habitantes.
- Abanto Ciérvana: 9.688 habitantes.
- Ortuella: 8.410 habitantes.
- Musques: 7.612 habitantes.
- Ciérvana: 1.498 habitantes.

## Personajes ilustres
- Dolores Ibárruri (1895-1989), política,  Secretaria general del Partido Comunista de España (1942-1960).
- Rubén Ruiz Ibárruri (1920-1942): Teniente del Ejército Rojo y Héroe de la Unión Soviética. Muerto en la batalla de Stalingrado.